# Bythocypris richarddinglei
Bythocypris richarddinglei is een mosselkreeftjessoort uit de familie van de Bythocyprididae. De wetenschappelijke naam van de soort is voor het eerst geldig gepubliceerd in 2008 door Brandão.